# Thelairosoma angustifrons
Thelairosoma angustifrons är en tvåvingeart som först beskrevs av Villeneuve 1916.  Thelairosoma angustifrons ingår i släktet Thelairosoma och familjen parasitflugor. Inga underarter finns listade i Catalogue of Life.